# Marriage bar
 (janvier 2025).
Le marriage bar, en français : « barrière du mariage, ou barrière matrimoniale », était, dans le monde anglophone, une pratique discriminatoire visant à restreindre l'emploi des femmes mariées. Courante de la fin du XIXe siècle aux années 1970, cette pratique impliquait souvent la fin de l'emploi d'une femme à l'occasion de son mariage, en particulier dans les professions d'enseignement et de travail de bureau. Les femmes veuves avec enfants étaient parfois encore considérées comme mariées, ce qui les empêchait également d'être embauchées,,. Cette pratique, sans justification économique et d'une application rigide, perturbait souvent l’organisation du travail. Les restrictions ont toutefois été largement assouplies en temps de guerre en raison d'une augmentation de la demande de main-d'œuvre.
Depuis les années 1960, cette pratique est largement considérée comme une inégalité en matière d’emploi et une discrimination sexuelle, et a été soit abandonnée, soit interdite par les lois anti-discrimination. Aux Pays-Bas, cette pratique a été supprimée en 1957, en Australie en 1966 et en Irlande en 1973,,,,.

## Variantes
Bien que « marriage bar » soit le terme anglophone général utilisé pour englober toutes les pratiques d’embauche discriminatoires à l’encontre des femmes mariées, deux variantes étaient courantes pour les employeurs dans les années 1900. La « hire bar » (en français : « barrière à l'embauche ») est la classification de l'empêchement d'embaucher des femmes mariées. La « retain bar » (en français : « barrière de retenue ») est l'interdiction de maintenir en poste les travailleuses mariées déjà employées. Les deux termes relèvent du terme générique plus large.
Pour éviter des pratiques d'apparence trop discriminatoire, de nombreux employeurs ont utilisé ces restrictions pour classer les femmes mariées comme employées supplémentaires (en anglais : supplementary staff) plutôt que comme employées permanentes. Ce fut le cas, par exemple, à la Lloyds Bank jusqu'en 1949. Le fait de classer les femmes comme employées supplémentaires plutôt que comme employées à temps plein permettait aux employeurs d'une part d’éviter de payer aux femmes des salaires fixes et d'autre part de mettre fin à leur emploi plus facilement.

## Au Royaume-Uni
Au Royaume-Uni, le marriage bar a été supprimé pour toutes les enseignantes et pour la BBC en 1944,,. La BBC pratiquait l'interdiction d'emploi des femmes mariées entre 1932 et 1944, mais il s'agissait d'une interdiction partielle, jamais pleinement appliquée en raison des opinions ambivalentes de la BBC sur cette politique. La Lloyds Bank utilisait cette règle pour classer les femmes mariées comme employées supplémentaires plutôt que comme employées permanentes jusqu'en 1949.
Plusieurs autres emplois au Royaume-Uni avaient des interdictions d'emploi de ce type jusque dans les années 1970, par exemple le British Geological Survey jusqu'en 1975. Le marriage bar interdisait de façon plus générale aux femmes mariées d’entrer dans la fonction publique. La mesure est abolie en 1946 pour le Civil Service et en 1973 pour le Foreign Service ; jusqu'à ces dates, les femmes étaient tenues de démissionner lorsqu'elles se mariaient. Le marriage bar est rendu illégal dans tout le Royaume-Uni par la loi sur la discrimination sexuelle de 1975.

## Aux États-Unis
La pratique des interdictions d'emploi des femmes mariées est apparue aux États-Unis à la fin des années 1800. Les restrictions étaient souvent pratiquées dans les secteurs de l'enseignement et du travail de bureau. De nombreuses femmes cachaient leur statut matrimonial pour tenter de conserver leur emploi. Les interdictions n'ont été levées par la loi qu'en 1964, lorsque le titre VII de la loi sur les droits civils de 1964 a interdit la discrimination dans l'emploi sur la base de la race, de la couleur, du sexe ou de l'origine ethnique.
Bien que courant dans tous les États-Unis, le marriage bar a été assoupli dans certaines zones géographiques et à certaines périodes. À l'inverse des zones urbaines, les zones rurales avaient souvent un manque d'enseignants et étaient donc plus aisément disposées à embaucher des femmes mariées. Les restrictions étaient également moins strictes pendant la Première Guerre mondiale, le travail des femmes étant nécessaire à l'effort de guerre. Au début de la Seconde Guerre mondiale, 87 % des conseils scolaires n’embauchaient pas de femmes mariées et 70 % ne conservaient pas en poste après son mariage une femme embauchée alors qu'elle était célibataire. En 1951, seuls 18 % des conseils scolaires appliquaient la « hire bar » et 10 % la « retain bar ».
Les restrictions d'emploi touchaient généralement les femmes mariées instruites et de la classe moyenne, en particulier les femmes blanches nées aux États-Unis employées dans l'enseignement et les emplois de bureau. Les femmes des classes inférieures et les femmes de couleur qui travaillaient dans l'industrie manufacturière, comme serveuses ou comme domestiques n'étaient souvent pas concernées par ces mesures. La discrimination à l'encontre des enseignantes mariées aux États-Unis n'a pris fin qu'en 1964 avec l'adoption du Civil Rights Act.

## Justification
Un article de 1946 paru dans The Spectator, un magazine conservateur britannique, nous donne un aperçu des arguments des promoteurs du marriage bar. L'article affirme que les femmes mariées sont soutenues par leur mari et n'ont donc pas besoin d'un emploi et qu'à l'inverse ces restrictions offrent plus d'opportunités à celles considérées comme ayant « réellement » besoin d'un emploi, comme les femmes célibataires. Le Spectator soutient également que les femmes célibataires sont plus fiables et plus mobiles que les femmes mariées, n'ayant ni famille ni responsabilités.
L'histoire du marriage bar est également liée aux fluctuations sociales et économiques, en particulier après la fin de la première Guerre mondiale. Le retour des militaires à la recherche d'un emploi, puis la dépression des années 1930, accentuent la mise en place de marriage bar dans de nombreuses professions. Mais ces restrictions sont le plus souvent justifiées uniquement par la tradition, en particulier dans les endroits où il existait une très forte tradition de femmes mariées en tant que gardiennes.